# Juana de Aza
Juana de Aza, cuyo nombre verdadero era Juana Garcés (nacida en el castillo de Haza, c. 1140 - Caleruega, 2 de agosto de 1205), es una beata de la Iglesia católica. Era una noble, madre de Antonio de Guzmán, del también beato Manés de Guzmán y de santo Domingo de Guzmán. Se caracterizó por su vida penitente y por su amor a la Eucaristía, conjuntamente con sus hijos.

## Biografía
Juana Garcés nació en 1140 en Haza, hija de García Garcés y Sancha Bermúdez de Trastámara, señores de Aza. Se casó con Félix de Guzmán, señor del lugar de Caleruega, con quien tuvo a Antonio, Manés y Domingo.
Dice la tradición que antes del nacimiento de santo Domingo, su madre soñó que de su matriz saltaría un perro con una antorcha en su boca. Jordán de Sajonia agrega que santo Domingo fue criado por sus padres y un tío materno que era un arcipreste comarcal, don Gonzalo de Aza, arcipreste en Gumiel de Izán. Una fuente posterior, todavía del siglo XIII, da los nombres de la madre y el padre de Domingo como Juana y Félix. Casi un siglo después del nacimiento de Domingo un autor local afirma que el padre de Domingo era vir venerabilis et dives en populo suo ("un hombre honrado y rico en su pueblo"); más tarde hagiógrafos, explicando las identidades gradualmente desarrolladas para su padre, dijeron ser un miembro de la familia local noble de Guzmán y para su madre, que tarde o temprano fue también adscrita a una noble familia regional, la de Aza.

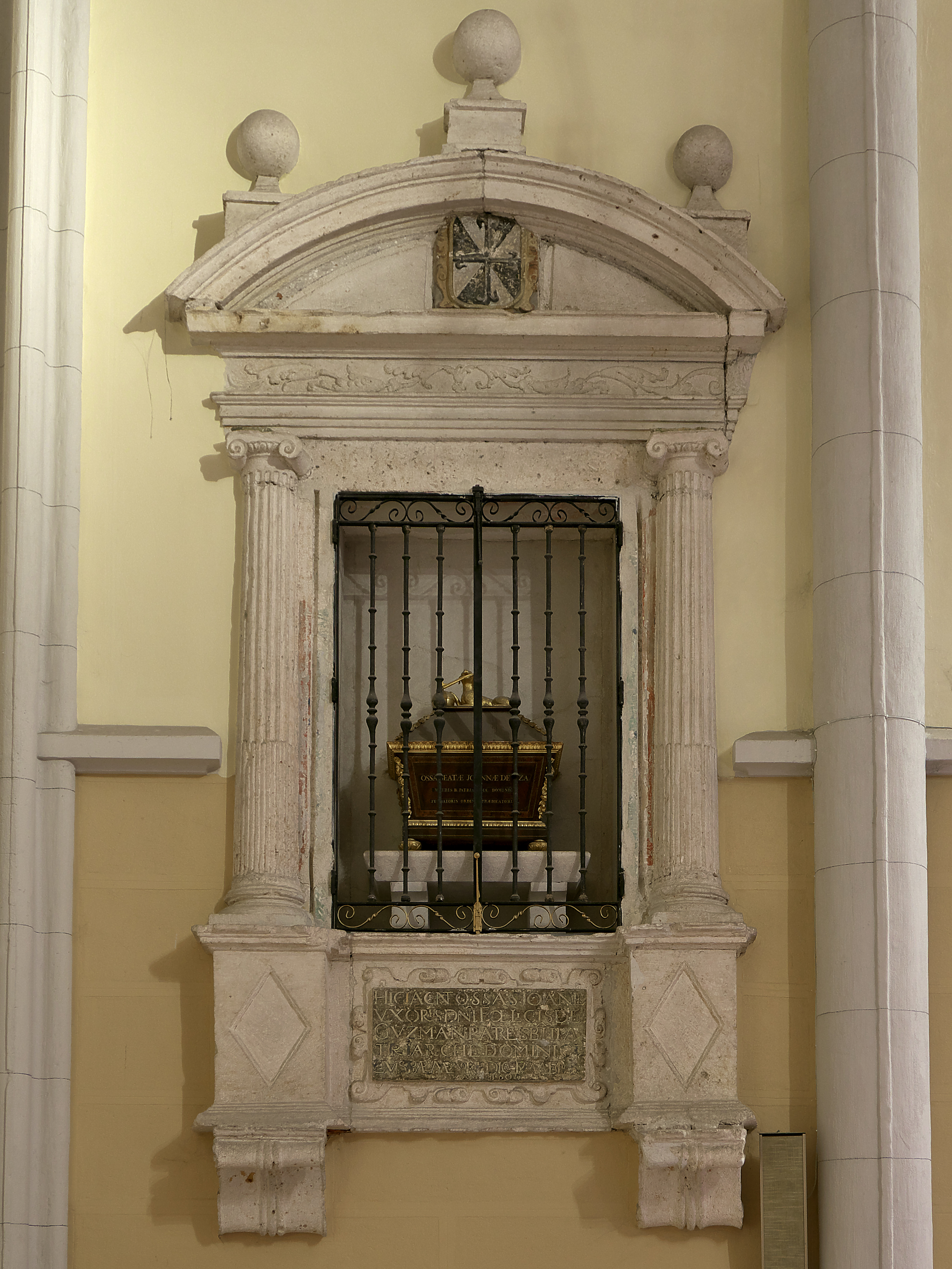
Convento de San Pablo (Peñafiel), urna funeraria

Fue beatificada el 1 de octubre de 1828. Los restos de Juana de Aza estuvieron en el Convento de San Pedro de Gumiel de Izán (Burgos), antes de ser trasladados al Convento de San Pablo (Peñafiel), donde se conservan, en una urna de madera, sus restos, junto a los restos del infante Don Juan Manuel, fundador del Convento de San Pablo en Peñafiel.

## Milagros

### Bodega de Juana de Aza
Dice la tradición que la beata, cuando su marido el venerable Félix de Guzmán estaba en la guerra,  vació todas las cubas de vino de la bodega familiar para dárselo a los pobres. Cuando él volvió de la guerra ella rezó a Dios y las cubas aparecieron llenas de nuevo.

### Incendio de 1878
El 18 de agosto de 1878 tuvo lugar en Caleruega un voraz incendio que arrasó y destruyó buena parte de las viviendas e inmuebles del casco urbano. El incendio se descontroló, hasta que un joven, rezando a la Beata, arrojó una imagen suya pidiendo que acabase con el fuego. Milagrosamente, las llamas del fuego cesaron. Desde ese momento, el pueblo tomó un voto de villa, por lo que Caleruega declaraba el 18 de agosto como día de fiesta, razón por la que todavía hoy se celebra su festividad en esta fecha. Además, por haber sido un joven quien rezó, se considera popularmente a la Beata Juana de Aza como la patrona de los quintos de Caleruega.